# شهرستان بیروبیجانسکی
شهرستان بیروبیجانسکی (روسی: Биробиджа́нский райо́н) یک شهرستان در کشور روسیه است.